# Раматхібоді II
Раматхібоді II (тай. รามาธิบดีที่ 2) — король Сукхотаю (з 1485) і Аютаї (1491—1529). За його правління мали місце перші контакти сіамців з європейцями (португальцями).

## Ім'я
До унаслідування корони Аютаї носив ім'я Четтатхірат (тай. เชษฐาธิราช).

## Кар'єра

### Король Сукхотай
Наймолодший син Боромотрайлоканата. Його старший брат принц Бороморача був призначений регентом в Аютаї, поки батько вів військову кампанію проти королівства Ланна на півночі. Інший його брат Індрарача загинув під час цієї війни. Четтатхірат був коронований кронпринцом у Сукхотай. 

### Король Аютаї
Після смерті батька як кронпринц він мав право очолити країну, проте його брат Бороморача був коронований у Аютаї під ім'ям Бороморача III. Після смерті брата два королівства об'єдналися знову. Під час коронації отримав нове ім'я Раматхібоді II.
У 1500 році Раматхібоді II надсилає армію Сіаму для захоплення султанату Малакка. Хоча захопити країну не вдалося, Сіам почав отримувати данину від султанатів Малакка, Паттані, Паханг та Келантан. У 1511 Малаку захопили португальці під керівництвом Афонсу де Албукерке. Посольство від португальців в обличчі Дуарте Фернандеса (Duarte Fernandes) прибуло в Сіам 1518 року. Дуарте вважається першим європейцем, що відвідав Сіам. Раматхібоді II уклав угоду з португальцями, що давала їм повну економічну свободу та право засновувати християнські церкви. Контакти з португальцями сильно зміцнили армію Сіаму, оскільки вони отримали вогнепальну зброю.
У 1513 році король Ланни Каев вторгся у Сукхотай. Раматхібоді II надіслав армію щоб розбити ланнійців. У 1515 армія грабує Лампанг. Раматхібоді II призначає королем Сукхотай свого сина Атхіттаявонга, що згодом стане королем Аютаї під ім'ям Бороморача IV.
Король проводить соціальні реформи, вводить обов'язкову повинність серед жителів країни. Ця система проіснувала з 1518 до її скасування королем Чулалонгкорном (Рама V) в 1905. Простолюдини, яких називали пхрай (тай. ไพร่), у віці 18 років повинні служити в армії (пхрай тхаан) під час воєн чи виконувати громадські будівельні роботи (пхрай луанг). Така форма повинності дуже схожа на призов, що існує у багатьох сучасних країнах.
Король помер у 1529 році. Під час його смерті сіамські хроніки зафіксували появу комети в небі: «... у 891 рік ери Чула був, рік бика, небесний знак як стріла бога Індри з'явився у повітрі з південного заходу до північного заходу, і мав білий колір. В неділю на 8мий день затухаючого місяця в 12 місяць Сомдет Пхра Раматхібоді Чао помер. Його син, принц Атхіттаявонг унаслідував трон під ім'ям Бороморача IV»